# Federico Vismara (calciatore)
Federico Vismara (Carcarañá, 9 maggio 1983) è un ex calciatore argentino, di ruolo centrocampista.

## Carriera
Inizia la sua carriera nell'Estudiantes (LP). Nel 2004 passa all'El Porvenir, squadra che all'epoca militava nella Primera B Nacional del campionato argentino. Nel 2006 si trasferisce all'Aldosivi. Nel 2008 passa al Chacarita Juniors con cui gioca nella Primera División argentina e colleziona 13 presenze con un gol nella partita contro il Lanús. Dopo essersi svincolato dal Chacarita, il 25 giugno viene ingaggiato dall'Ascoli con cui firma un contratto triennale. Il 22 settembre rescinde consensualmente il contratto.